# Арочная плотина
А́рочная плоти́на — разновидность выполненных из бетона, железобетона или каменной кладки плотин. В отличие от гравитационных и арочно-гравитационных, для обеспечения устойчивости этого типа плотин используется не вес самого сооружения, а только арочная конструкция, передающая нагрузку со стороны водохранилища на берега.
Для увеличения прочности таких плотин применяется арочная в горизонтальном сечении форма с приблизительно одинаковым радиусом кривизны по всему телу плотины, направленная выпуклостью в сторону сформированного плотиной водоёма.
Как правило, сооружаются в горной местности с каньонообразным рельефом в районе гидроузла.